# Sinfonia domestica
Sinfonia domestica op. 53  è un poema sinfonico di Richard Strauss, composto fra il 1902 e il 1903. Venne eseguita per la prima volta il 21 marzo 1904 a New York, con la Carnegie Hall Wetzler Symphony Orchestra diretta dallo stesso compositore.
Il poema venne dedicato alla moglie e al figlio di Strauss. La composizione è una riflessione musicale sulla sicurezza della vita domestica così come vissuta dal compositore stesso.

## Organico
L'organico a cui è destinata la composizione è l'orchestra (citando la partitura "für großes Orchester"), composta da: ottavino, 3 flauti, 2 oboi, un oboe d'amore, un corno inglese, un clarinetto in Re e uno in La, 4 clarinetti in Sib, un clarinetto basso, 4 fagotti, un controfagotto, 4 sassofoni (soprano, alto, baritono e basso), 8 corni in Fa, 4 trombe in Fa, 3 tromboni, una bassotuba, 4 timpani, un triangolo, un tamburino, un glockenspiel, piatti, grossi piatti, 16 primi violini, 16 secondi violini, 12 viole, 10 violoncelli, 8 contrabbassi e due arpe.

## Struttura
- Introduzione e sviluppo dei temi principali (Tema del marito, Tema della moglie, Tema del bambino)
- Scherzo (Felicità dei genitori e gioco del bambino)
- Adagio (Fare e pensare. Scena d'amore)
- Finale (Risveglio e bisticcio. Doppia Fuga - Confusione gioiosa)

## Lettere
In una lettera del 27 novembre 1904 spedita da Berlino e indirizzata a Gustav Mahler (e indirettamente anche alla Vereinigung schaffender Tonkünstler in Wien), Richard Strauss ringrazia il collega direttore d'orchestra per la magnifica esecuzione della sua "Domestica".

## Trascrizioni
Il Poema sinfonico è stato trascritto per pianoforte solo, per due pianoforti a 4 mani e per un pianoforte a 4 mani da Otto Singer II, il figlio di Otto Singer, altro grande studioso del sinfonismo romantico e tardo-romantico. La trascrizione per due pianoforti di Singer è stata utilizzata da Martha Argerich e Alexandre Rabinovitch per una registrazione del 1995 (Teldec).